# Eddy Pauwels
Eddy Pauwels (Bornem, 1935. május 2. – Bornem, 2017. március 6.) belga kerékpárversenyző.

## Pályafutása
1958 és 1966 között versenyzett profi kerékpárosként. 1961 és 1963 között négy Tour de France szakaszgyőzelmet ért el. Az 1962-es kilencedik helyezés volt a legjobb eredmény az összversenyben. Az 1966-os szezon végén vonult vissza az aktív sportolástól.

## Sikerei, díjai
- Tour de France
  - 9: 1962
  - 10: 1963
  - szakaszgyőztes: 1961 (14., Montpellier – Perpignan; 17. Luchon – Pau), 1962 (11., Bayonne – Pau), 1963 (1., Párizs – Épernay)
- Tour of Belgium
  - szakaszgyőztes: 1959 (4.)